# Sworn Allegiance
Sworn Allegiance sedmi je studijski album švedskog death metal sastava Unleashed. Diskografska kuća Century Media Records objavila ga je 26. srpnja 2004.

## Popis pjesama
Tekstovi: Johnny Hedlund. 
| 1.    | »Winterland«                       | 3:03 |
| 2.    | »Destruction (Of the Race of Men)« | 2:56 |
| 3.    | »Only the Dead«                    | 3:59 |
| 4.    | »The Longships Are Coming«         | 4:10 |
| 5.    | »Helljoy«                          | 3:05 |
| 6.    | »Insane for Blood«                 | 4:00 |
| 7.    | »I Bring You Death«                | 3:21 |
| 8.    | »Attack!«                          | 1:40 |
| 9.    | »CEO«                              | 2:28 |
| 10.   | »One Night in Nazareth«            | 3:13 |
| 11.   | »Praised Be the Lord«              | 2:25 |
| 12.   | »Metalheads«                       | 3:14 |
| 13.   | »To Miklagård«                     | 3:42 |
| 14.   | »Long Live the Beast«              | 3:25 |
| 44:41 |                                    |      |

## Zasluge
Unleashed
- Johnny – bas-gitara, vokal
- Tomas – ritam gitara
- Fredrik – solo-gitara, miks, produkcija
- Anders – bubnjevi

Ostalo osoblje
- Stefan Wibbeke – grafički dizajn, dizajn
- Olle Carlsson – fotografije
- Peter In de Betou – mastering
- Anders Rosdahl – inženjer zvuka